# Plettenberg zu Borg

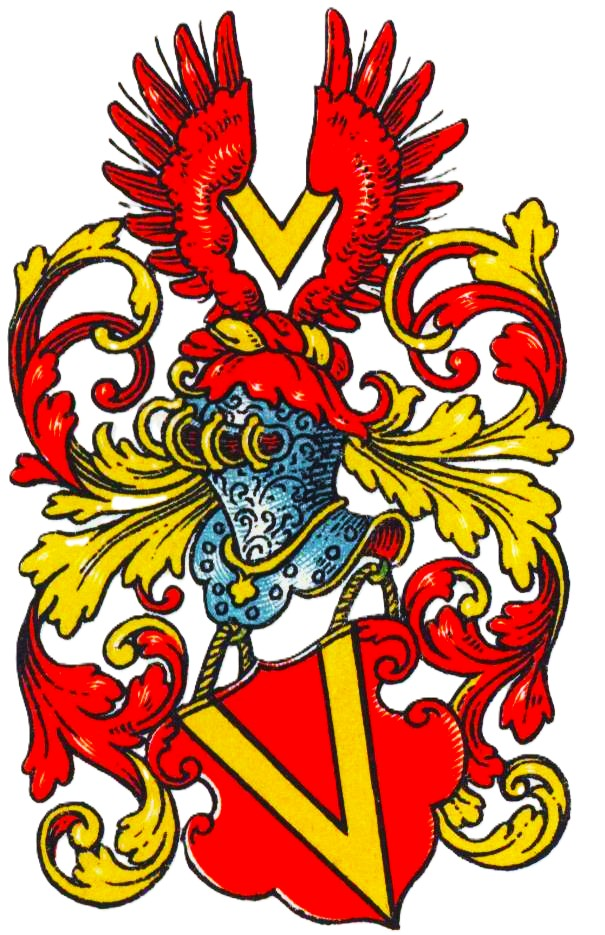
Wappen derer von Plettenberg zu Borg im Wappenbuch des Westfälischen Adels

Plettenberg (zu Borg) ist der Name eines westfälischen Adelsgeschlechts.
Die Familie ist von dem gleichnamigen, aber wappenverschiedenen Adelsgeschlecht Plettenberg zu unterscheiden.

## Geschichte
Das Geschlecht hatte Besitz in der Gegend von Soest. Schon 1371 und noch 1607 saß es zu Werl. In Menden im Sauerland hatte es 1406 Besitz und in Berlar 1650. 1472 kaufte Johann Plettenberg zu Werl von Johann Knippinck die Höfe und Kotten im Kirchspiel Boderke, die einst Hinrich van Ufflen innehatte. 1486 kaufte Johann von Plettenberg eine Hälfte von Haus Borg von der Familie Freseken. Johann hatte einen Sohn namens Lilie(n) von Plettenberg zu Borg, der noch 1528 urkundlich auftritt. 1533 verglichen sich seine Witwe Catharina Ackenschock und ihre Söhne Jurgen und Jasper über den Nachlass des Lilien. 1534 folgte ein Vergleich zwischen den Brüdern Jurgen und Jasper von Plettenberg. 1541 schließlich übertrug Witwe Catharina das Erbe ihres Bruders Heinrich Ackenschock zu Kamen an ihre Söhne Jurgen und Jasper Plettenberg. Die zweite Hälfte von Borg kam 1540 durch das Erbe der Margaretha von Schenking an Jasper/Caspar von Plettenberg, wodurch das Haus nun vollständig im Besitz der Plettenberg war.

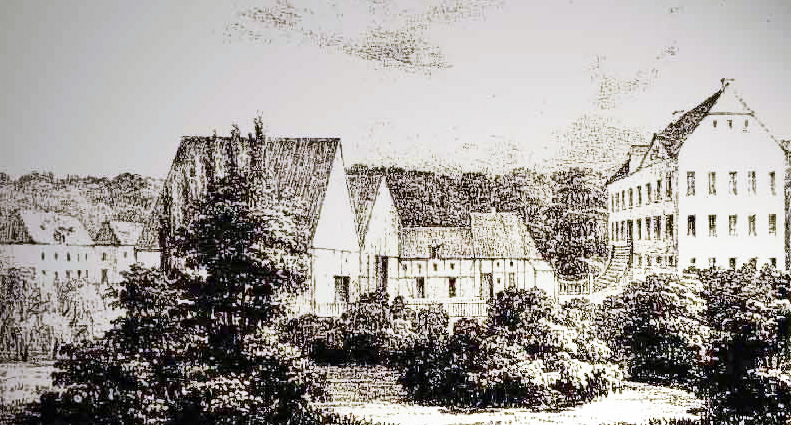
Haus Borg auf einem Kupferstich, ca. 1840
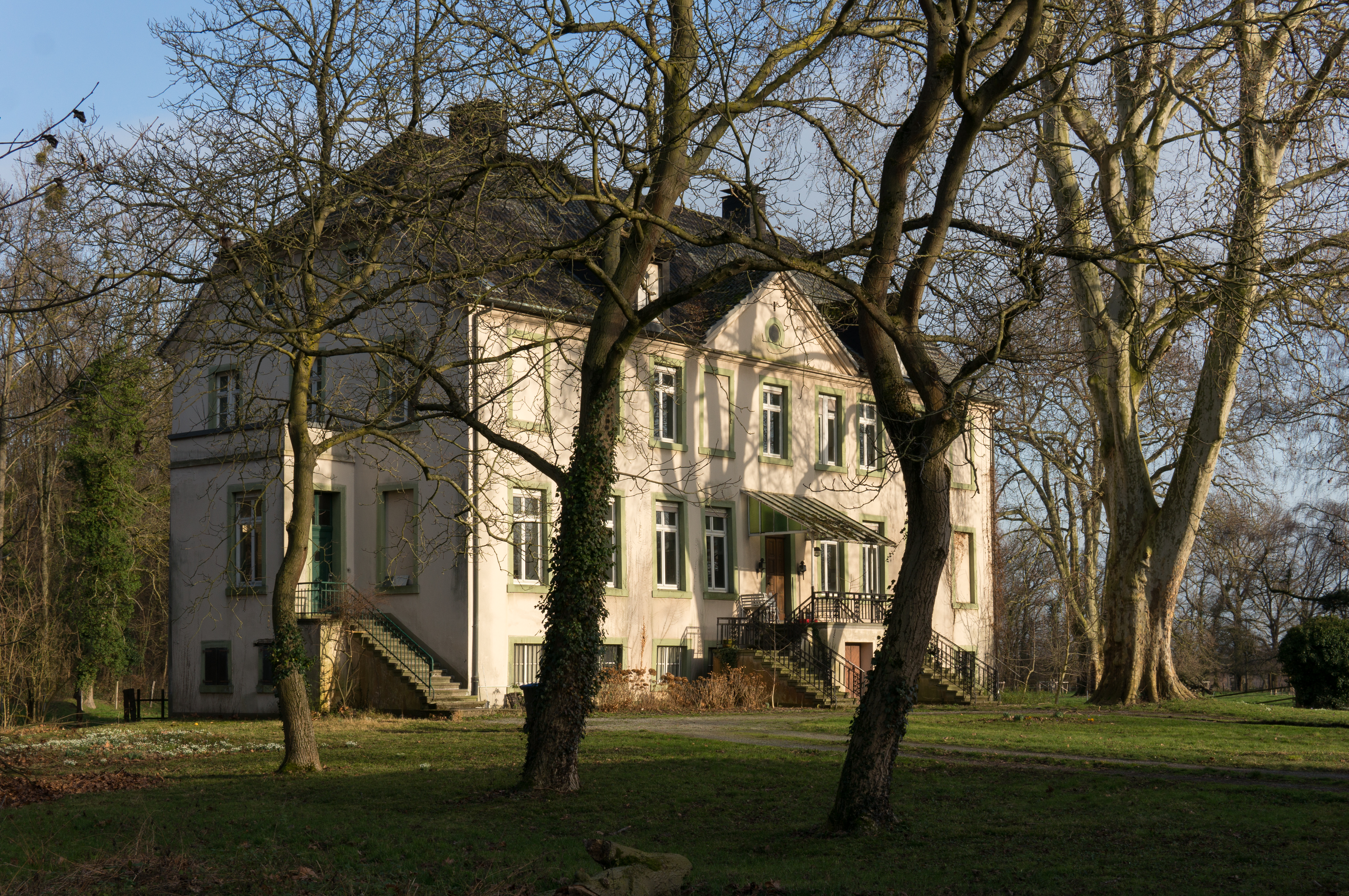
Haus Borg, 2020

Der o. g. Jurgen (Georg) von Plettenberg war mit Elisabeth Lilien verheiratet. Sowohl er als auch seine Tochter Anna von Plettenberg, die Johann Schenking geheiratet hatte, erscheinen 1575 als verstorben. 1580 schloss Rotger von Plettenberg zu Borg einen Ehevertrag mit Margaretha von Hövel. 1621 erscheinen die Brüder Dietrich und Caspar von Plettenberg zu Borg in einem Gerichtsverfahren.
Ernst Heinrich Kneschke berichtet, dass der Letzte im Mannesstamm Caspar von Plettenberg († 1660) gewesen sei. Dieser war mit Barbara von Haab verheiratet. Das Ehepaar hatte nur eine Tochter, Anna Elisabeth von Plettenberg, die Joachim Alhard von Lürwald heiratete. Dadurch kam Haus Borg an die Familie von Lüerwald. Analog stellt Leopold von Ledebur fest, dass das Geschlecht im 17. Jahrhundert erloschen sei. Laut Max von Spießen bestand die Familie aber noch 1712.

## Wappen
Blasonierung: In Rot ein goldener gestürzter Sparren. Auf dem rot-golden bewulsteten Helm mit rot-goldenen Helmdecken der gestürzte goldene Sparren zwischen einem offenen roten Flug.